# Anthanassa carrera
Anthanassa carrera är en fjärilsart som beskrevs av Hall 1917. Anthanassa carrera ingår i släktet Anthanassa och familjen praktfjärilar. Inga underarter finns listade i Catalogue of Life.